# Lumbrineris duebeni
Lumbrineris duebeni är en ringmaskart som beskrevs av Johan Gustaf Hjalmar Kinberg 1865. Lumbrineris duebeni ingår i släktet Lumbrineris och familjen Lumbrineridae. Inga underarter finns listade i Catalogue of Life.